# Ametiszttorkú napfénykolibri
Az ametiszttorkú napfénykolibri (Heliangelus amethysticollis) a madarak osztályának sarlósfecske-alakúak (Apodiformes) rendjébe és a kolibrifélék (Trochilidae) családjába tartozó faj.

## Rendszerezése
A fajt Alcide d’Orbigny és Frédéric de Lafresnaye írták le 1938-ban, az Ornismya nembe Ornismya amethysticollis néven.

## Alfajai
- Heliangelus amethysticollis amethysticollis (Orbigny & Lafresnaye, 1838)
- Heliangelus amethysticollis clarisse (Longuemare, 1841) vagy Longuemare-napfénykolibri (Heliangelus clarisse)[4]
- Heliangelus amethysticollis decolor Zimmer, 1951
- Heliangelus amethysticollis laticlavius Salvin, 1891
- Heliangelus amethysticollis spencei (Bourcier, 1847) vagy meridai napfénykolibri (Heliangelus spencei)
- Heliangelus amethysticollis violiceps W. H. Phelps & W. H. Phelps Jr, 1953[2]

## Előfordulása
Az Andok hegységben, Bolívia, Ecuador és Peru területén honos. Természetes élőhelyei a szubtrópusi és trópusi hegyi esőerdők, cserjések és legelők.

## Megjelenése
Testhossza 10 centiméter.
|  |

## Természetvédelmi helyzete
Az elterjedési területe nagy, egyedszáma pedig stabil. A Természetvédelmi Világszövetség Vörös listáján nem fenyegetett fajként szerepel.